# Baumann (Familienname)

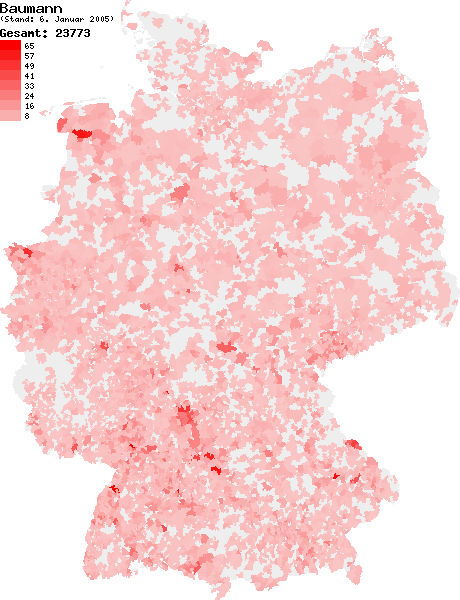
Verteilung des Namens Baumann in Deutschland

Baumann ist ein verbreiteter Familienname, der sich von der mittelhochdeutschen Berufsbezeichnung buman (Bauer) ableitet.

## Häufigkeit
Mit 14'448 Vertretern ist Baumann der 13. häufigste Familienname in der Schweiz (Stand: 2022).

## Weitere Schreibweisen
- Bauman
- Buman bzw. Bumann
- Buhmann
- Baurmann
- unsicher: Bowman

## Namensträger

### Vorname unbekannt
- Baumann der Ältere, Theaterschauspieler

### A
- Adalbert Baumann (1870–1943), bayrischer Lehrer und Politiker
- Adam Baumann (* 1981), US-amerikanischer Basketballspieler
- Adolf Baumann (1889–1945), deutscher Ingenieur und Museumsleiter
- Adolf Christian Baumann (1829–1865), deutscher Maler
- Agathe Baumann (1921–2013), deutsche Malerin, Grafikerin und Textilgrafikerin
- Agneta Baumann (1944–2011), schwedische Jazzsängerin
- Albert Baumann, Schweizer Sportschütze
- Albert Baumann (Gartenarchitekt) (1891–1976), Schweizer Gartenarchitekt
- Albert Baumann (Verleger) (1917–1982), Schweizer Verleger und Alpinist
- Alex Baumann (* 1964), kanadischer Schwimmer, siehe Alexander Baumann (Schwimmer)
- Alex Baumann (Bobfahrer) (* 1985), Schweizer Bobsportler
- Alexander Baumann (Dichter) (1814–1857), österreichischer Dramatiker
- Alexander Baumann (Künstler) (1850–1915), deutschbaltischer Bildhauer und Maler
- Alexander Baumann (Flugzeugkonstrukteur) (1875–1928), deutscher Luftfahrtingenieur
- Alexander Baumann (Politiker, 1962) (* 1962), deutscher Politiker (CDU), Oberbürgermeister von Ehingen
- Alexander Baumann (Schwimmer) (* 1964), kanadischer Schwimmer
- Alfred Baumann (Politiker, 1895) (1895–1961), deutscher Politiker und Widerstandskämpfer
- Alfred Baumann (Bergarbeiter) (1900–1973), deutscher Bergarbeiter und Politiker
- Alfred Baumann (Umweltschützer) (1932–2022), deutscher Umweltschützer und Bundesverdienstkreuzträger
- Alfred Baumann (Fußballtrainer) (* 1940), deutscher Fußballtrainer
- Alice Baumann, Schweizer Wasserskifahrerin
- Alice Scherrer-Baumann (* 1947), Schweizer Politikerin
- Andre Baumann (* 1973), deutscher Biologe
- Andreas Baumann der Ältere (1812–1890), Schweizer Holzschnitzer
- Andreas Baumann der Jüngere (1846–1904), Schweizer Holzschnitzer
- Andreas Baumann (Redakteur) (1876–??), deutscher Journalist
- Andreas Baumann (Regisseur) (1949–2019), deutscher Opernregisseur
- Andreas Baumann (Künstler, 1959) (* 1959), deutscher Maler und Bildhauer
- Andreas Baumann (Künstler, 1962) (* 1962), schweizerisch-österreichischer Konzeptkünstler
- Andreas Baumann (Theologe) (* 1969), deutscher Theologe, Missionswissenschaftler und spiritueller Autor
- Andreas Baumann (Leichtathlet) (* 1979), Schweizer Leichtathlet
- Anette Baumann (* 1963), deutsche Historikerin
- Anika Baumann (* 1979), deutsche Schauspielerin und Hörspielsprecherin
- Anna Baumann (Malerin) (1873–1950), Schweizer Malerin
- Anna Baumann-Schosland (1886–1972), deutsche Politikerin (CDU in der SBZ), DFD-Funktionärin
- Anton Baumann (Politiker) (1848–1926), österreichischer Politiker
- Anton Baumann (Kurunternehmer) (1851–1907), deutscher Unternehmer und Braumeister
- Anton Baumann (Sänger) (1890–1941), österreichischer Bassist
- Anton Baumann (Unternehmer) (1933–2012), österreichischer Unternehmer, Lokalpolitiker und Vereinsfunktionär
- Arend Baumann (Offizier) (1903–1985), deutscher Marineoffizier und U-Boot-Kommandant im Zweiten Weltkrieg
- Arend Baumann (Sänger) (1944–2014), deutscher Opernsänger (Bass)
- Armin Bachmann (* 1960), Schweizer Musiker (Posaune, Alphorn) und Hochschullehrer
- Arnulf Baumann (1932–2022), deutscher Geistlicher bessarabiendeutscher Herkunft
- Artur Baumann (1905–1991), deutscher Politiker (KPD/SED) und Gewerkschafter
- Astrid Baumann (* 1957), deutsche Juristin und Präsidentin des Oberlandesgerichts
- August Baumann (Politiker, 1837) (1837–1900), deutscher Gutsbesitzer und Mitglied des Rheinischen Provinziallandtags
- August Baumann (Ingenieur) (1874–1949), Schweizer Ingenieur
- August Baumann (Politiker, 1894) (1894–1957), Schweizer Politiker
- Augustinus Philipp Baumann (1881–1953), deutscher Geistlicher, Weihbischof in Paderborn
- Aviva Baumann (* 1984), US-amerikanische Schauspielerin

### B
- Beate Baumann (* 1963), deutsche Politikberaterin
- Benjamin Baumann (* 1969), deutscher Regisseur und Autor
- Bernd Baumann (* 1958), deutscher Wirtschaftswissenschaftler und Politiker (AfD), MdB
- Bernhard Baumann (Jesuit) (1592–1636), deutscher Jesuit, Theologe und Hochschullehrer
- Bernhard Baumann, Pseudonym von Christian Hoburg (1607–1675), deutscher evangelischer Theologe und Mystiker
- Bertrand Baumann (1917–2006), österreichischer Ordensgeistlicher
- Bommi Baumann (1947–2016), deutscher Ex-Terrorist und Autor
- Brigitte Dorothee Baumann geb. Heugle (* 1938), deutsche Apothekerin und Botanikerin, Frau von Helmut Baumann (Botaniker)
- Bruno Baumann (* 1955), österreichischer Reiseschriftsteller

### C
- Cajetan Baumann (1899–1969), amerikanischer Architekt
- Carl Baumann (Fotograf) (1798–1878), deutscher Zeichner, Lithograf und Fotograf
- Carl Baumann (Kaufmann) (1852–1929), deutscher Fabrikant und Weltreisender
- Carl Baumann (Politiker, 1868) (1868–1939), deutscher Politiker (Zentrum), MdR
- Carl Baumann (Politiker, 1888) (1888–1958), deutscher Politiker (DNVP, NSDAP), MdL Braunschweig
- Carl Baumann (Künstler) (1912–1996), deutscher Künstler
- Carl-Friedrich Baumann (1927–1996), deutscher Wirtschaftsarchivar
- Carl Immanuel Baumann (1832–um 1900), deutscher Maler, Fotograf und Lithograf
- Carsten Baumann (Fußballspieler, 1946) (* 1946), deutscher Fußballspieler
- Carsten Baumann (Fußballspieler, 1974) (* 1974), deutscher Fußballspieler
- Catja Baumann (* 1980), deutsche Regisseurin
- Chris Baumann (* 1987), US-amerikanischer Rugby-Union-Spieler
- Christian Baumann (Schauspieler) (* 1967), deutscher Schauspieler und Sprecher
- Christian Baumann (Kameramann), Kameramann
- Christian Baumann (Mediziner) (Christian Rainer Baumann; * 1971), Schweizer Neurologe und Hochschullehrer
- Christian Baumann (Turner) (* 1995), Schweizer Turner
- Christiane Baumann (Schriftstellerin) (* 1952), deutsche Krimiautorin
- Christiane Baumann (Pädagogin) (* 1962), deutsche Pädagogin und Beauftragte für Gleichstellungsfragen in Sachsen-Anhalt
- Christiane Baumann (Kulturhistorikerin) (* 1963), deutsche Journalistin und Autorin
- Christiane Baumann (Musikerin) (* 1983), österreichische Musikpädagogin
- Christine Baumann (* 1949), deutsche Politikerin (SPD)
- Christof Baumann (1874–1959), württembergischer Oberamtmann
- Christoph Baumann (Musiker) (* 1954), Schweizer Jazz- und Improvisationsmusiker
- Christoph Baumann (Filmschaffender) (* 1976), deutscher Schauspieler, Regisseur und Produzent
- Christoph Baumann (Politiker) (* 1991), Präsident „Jungfreisinnige“ des Kantons Zürich
- Claude Baumann (* 1953), Schweizer Schachspielerin
- Claus Baumann (* 1943), deutscher Kunsthistoriker, Ausstellungskurator und Publizist

### D
- Daniel Baumann (Kunsthistoriker) (* 1967), Schweizer Kunsthistoriker, Direktor der Kunsthalle Zürich
- Daniel Baumann (Künstler) (* 1967), Schweizer Foto- und Videokünstler
- Daniel Baumann (Schiedsrichter) (* 1970), Schweizer Handballschiedsrichter
- Daniel Baumann (Archivar) (* 1978), deutscher Archivar, Leiter des Stadtarchivs München seit 2023
- Daniel Baumann (Journalist) (* 1984), deutscher Journalist und Publizist
- Daniel Baumann (Tennisspieler) (* 1995), deutscher Tennisspieler
- David Baumann, deutscher Orgelbauer
- Dieter Baumann (* 1965), deutscher Leichtathlet
- Dominic Baumann (* 1995), deutscher Fußballspieler
- Dorle Baumann (* 1947), deutsche Politikerin (SPD)
- Dorothea Baumann (* 1991), deutsche Musicaldarstellerin, Sprecherin und Fotografin

### E
- Eberhard Baumann (Theologe) (1871–1956), deutscher evangelischer Theologe, Konsistorialrat und Superintendent
- Eberhard Baumann (Agraringenieur) (1928–2025), deutscher Agraringenieur und Gemüsebauwissenschaftler
- Eberhard Baumann (Grafikdesigner) (1930–2013), deutscher Grafikdesigner und Filmschaffender
- Eckhard Baumann (* 1967), deutscher Sozialarbeiter
- Edda Baumann-von Broen (* 1964), deutsche Filmproduzentin, Regisseurin und Autorin
- Edgar Baumann (Linguist) (1927–2007), deutscher Sprachwissenschaftler und Hochschullehrer
- Edgar Baumann (Speerwerfer) (* 1970), paraguayischer Speerwerfer
- Edith Baumann (Politikerin) (1909–1973), deutsche Politikerin (SED) und Jugend-Funktionärin
- Edith Baumann (Malerin) (1942–2008), deutsche Malerin
- Edith Baumann, Geburtsname von Edith Eckbauer (* 1949), deutsche Ruderin
- Édouard Baumann (1895–1985), französischer Fußballspieler
- Edy Baumann (1914–1993), Schweizer Radrennfahrer
- Elisabeth Baumann (Eurythmistin) (1895–1947), Schweizer Eurythmistin
- Elisabeth Baumann-Schlachter (1887–1941), Schweizer Schriftstellerin
- Elisabeth Jerichau-Baumann (1819–1881), dänische Malerin
- Emil Baumann (Unternehmer, I) († 1907), Schweizer Möbelunternehmer, siehe Horgenglarus
- Emil Baumann (Unternehmer, 1859) (1859–1922), Schweizer Bauunternehmer
- Emil Baumann (Politiker) (1875–1930), deutscher Politiker (SPD), MdL Preußen
- Emil Baumann (Heraldiker) (1882–1965), Schweizer Heraldiker und Zeichenlehrer
- Emil Baumann (Chocolatier) (1883–1966), Schweizer Produktionsmanager und Chocolatier
- Emil Baumann (Unternehmer, 1904) (1904–1977), Schweizer Unternehmer
- Emil Baumann (Geistlicher) (1914–nach 1964), Schweizer Jesuit
- Émile Baumann (1868–1941), französischer Schriftsteller
- Emma Baumann (1855–1925), deutsche Opernsängerin und Gesangspädagogin
- Era Baumann (* 2007), Schweizer Handballspielerin
- Eric Baumann (* 1980), deutscher Radrennfahrer
- Erich Baumann (Ingenieur) (1903–1986), deutscher Ingenieur und Hochschullehrer
- Erich Baumann (* 1965), Schweizer Politiker
- Ernestine Baumann-Rott (1934–2012), österreichische Politikerin
- Ernst Baumann (Ornithologe) (1871–1895), deutscher Vogelforscher
- Ernst Baumann (Mediziner) (1890–1978), Schweizer Chirurg
- Ernst Baumann (Fotograf) (1906–1985), deutscher Fotograf
- Ernst Baumann (Landschaftsarchitekt) (1907–1992), Schweizer Landschaftsarchitekt
- Ernst Baumann (Musikerzieher) (1907–1993), deutscher Lehrer und Musikerzieher
- Ernst Baumann (Elektroingenieur) (1909–1980), Schweizer Hochschullehrer
- Ernst Baumann (Maler) (1909–1992), Schweizer Maler und Künstler
- Ernst Baumann (Reiter) (1948/1949–1982), Schweizer Vielseitigkeitsreiter
- Ernst Friedrich August Baumann (1781–1865), deutscher Arzt sowie königlich sächsischer Leibwundarzt und Leibzahnarzt in Dresden
- Erwin Baumann (Mediziner) (1888–nach 1958), Schweizer Chirurg
- Erwin Baumann (SS-Mitglied) (1904–1983), deutscher NS-Funktionär
- Erwin Baumann (Bauunternehmer) (1912–2008), deutscher Bauunternehmer
- Erwin Baumann (Politiker) (* 1963), österreichischer Politiker (FPÖ)
- Erwin Friedrich Baumann (1890–1980), Schweizer Architekt und Bildhauer
- Esther Niewerth-Baumann (* 1968), deutsche Rechtsanwältin und Politikerin (CDU), MdL
- Eugen Baumann (1846–1896), deutscher Chemiker
- Eugen Baumann (NSDAP-Kreisleiter), deutscher Zimmermann, Unternehmer und Funktionär der NSDAP
- Eugen Baumann (Botaniker) (1868–1933), deutscher Botaniker
- Eva Baumann (1930–2003), Schweizer Handweberin, Malerin und Grafikerin
- Evert Dirk Baumann (1883–1966), niederländischer Arzt und Medizinerhistoriker

### F
- Felix Baumann (* 1937), Schweizer Kunsthistoriker
- Félix Baumann, Schweizer Diplomat
- Felix Baumann (Volleyballspieler) (* 2005), deutscher Volleyballspieler
- Florian Baumann (Volkswirt)  (* 1976), deutscher Volkswirt und Hochschullehrer
- Florian Baumann (Begleitläufer) (* 2001), deutscher Begleitläufer
- Frank Baumann (Fernsehmoderator) (* 1957), Schweizer Fernsehmoderator
- Frank Baumann (* 1975), deutscher Fußballspieler
- Franz Baumann (Zoologe) (1885–1961), Schweizer Zoologe, Museumsdirektor und Hochschullehrer
- Franz Baumann (Sänger) (1890–1965), deutscher Sänger, Schauspieler und Liedtexter
- Franz Baumann (Architekt) (1892–1974), österreichischer Architekt
- Franz Baumann (Heimatforscher) (um 1929–2005), deutscher Heimatforscher, Städteregion Aachen, Träger des Rheinlandtalers
- Franz Baumann (Beamter) (* 1953), deutscher Beamter
- Franz Baumann (Politiker), österreichischer Politiker (FPÖ), MdL Kärnten
- Franz Anton Baumann (auch: Ferenc Antal Paumon; 1704–1750), österreichischer Kirchenmusiker und Komponist
- Franz-David Baumann (* 1958), deutscher Jazz-Musiker, Komponist, Dozent
- Franz Josef Johann Baumann-Lussi (1891–1965), Schweizer Maler, Grafiker und Heraldiker
- Franz Ludwig von Baumann (1846–1915), deutscher Historiker und Archivar
- Franz Xaver Baumann (1880–1932), deutscher Kommunalpolitiker, Oberbürgermeister von Kaiserslautern
- Franziska Baumann (* 1965), Schweizer Musikerin und Klangkünstlerin
- Fred Baumann (* 1947), Schweizer Maler, Graphiker und Plastiker
- Frederick Baumann (1826–1921), deutschamerikanischer Architekt
- Friedrich Baumann (Schauspieler) (1763–1841), österreichischer Schauspieler
- Friedrich Baumann (Mediziner) (1832–1906), deutscher Balneologe
- Friedrich Baumann (Baumeister) (1835–1910), Schweizer Baumeister und Politiker
- Friedrich Moritz Rudolph Baumann, Geburtsname von Frederick Baumann (1826–1921), deutsch-US-amerikanischer Architekt
- Fritz Baumann (Maler) (1886–1942), Schweizer Maler
- Fritz Baumann (Jurist) (1894–1992), Schweizer Jurist und Politiker
- Fritz Baumann (Regisseur) (* 1950), deutscher Filmregisseur, Drehbuchautor, Filmeditor und Tongestalter
- Fritz-Achim Baumann (1934–2022), deutscher Nachrichtendienstler

### G
- Gabriel Baumann (1624–1701), deutscher Unternehmer und Hammerherr
- Gabriella Baumann-von Arx (* 1961), Schweizer Autorin und Verlegerin
- Gaëlle Baumann (* 1983), französische Pokerspielerin
- Geoffrey Baumann, US-amerikanischer Filmtechniker für visuelle Effekte
- Georg Baumann (Buchdrucker, † 1597) († 1597), deutscher Buchdrucker
- Georg Baumann (Bildhauer), deutscher Bildhauer
- Georg Baumann (Buchdrucker, 1592) (1592–1650), deutscher Buchdrucker
- Georg Baumann (Unternehmer, 1843) (1843–1913), deutscher Unternehmer
- Georg Baumann (Unternehmer) (1878–1968), deutscher Unternehmer und Politiker (FDP)
- Georg Baumann (Ringer) (1892–1934), russischer Ringer
- Georg Baumann (Parteifunktionär) (* 1927), deutscher Parteifunktionär (SED)
- Georg Emil Baumann (1891–1977), deutscher Maler, Zeichner und Holzschneider
- George Baumann (* 1936), amerikanisch-deutscher Indologe und Bibliothekar
- Gerd Baumann (Grafiker) (* 1950), deutscher Grafiker
- Gerd Baumann (Mathematiker) (* 1955/1956), deutscher Mathematiker und Hochschullehrer
- Gerd Baumann (* 1967), deutscher Musiker und Komponist
- Gerhard Baumann (Publizist) (1912–1996), deutscher Publizist und Geheimdienstmitarbeiter
- Gerhard Baumann (Musiker) (1921–2006), deutscher Militärmusiker
- Gerhart Baumann (1920–2006), deutscher Germanist
- Gerlinde Baumann (* 1962), deutsche evangelische Theologin, Dozentin, Übersetzerin und Coach
- Gottfried Baumann (1764–1845), deutscher Landwirt und Politiker
- Gottlieb von Albrecht und Baumann (1671–1725), deutscher Mediziner
- Gottlob Baumann (1794–1856), deutscher Pfarrer in Notzingen und Kemnat
- Guido Baumann (1926–1992), Schweizer Journalist
- Günter Baumann (Rennfahrer) (* 1932), deutscher Endurosportler
- Günter Baumann (Mediziner) (1936–2021), deutscher Chirurg
- Günter Baumann (Politiker) (* 1947), deutscher Politiker (CDU)
- Günter Baumann (Kunsthistoriker) (* 1962), deutscher Kunsthistoriker
- Günther Baumann (* 1953), deutscher Maler und Zeichner
- Gunther Baumann (Fußballspieler) (1921–1998), deutscher Fußballspieler und -trainer
- Gunther Baumann (Autor) (* 1952), deutscher Journalist und Autor

### H
- Hannes Baumann (* 1982), deutscher Segler
- Hans Baumann (Drucker) (1510–1570), deutscher Buchdrucker und Chronist
- Hans Baumann (Politiker) (1875–1951), deutscher Politiker (NSDAP)
- Hans Baumann (Schnitzer) (1876–1953), Schweizer Holzschnitzer
- Hans Baumann (Eisenbahner) (1888–1967), deutscher Eisenbahner
- Hans Baumann (Ingenieur) (1890–1970), Schweizer Bauingenieur
- Hans Baumann (Unternehmer) (1903–1963), deutscher Unternehmer
- Hans Baumann (Kaufmann) (1905–1941), österreichischer Kaufmann
- Hans Baumann (Moderner Fünfkämpfer) (1905–??), Schweizer Moderner Fünfkämpfer
- Hans Baumann (Architekt) (1906–1971), Schweizer Architekt und Handballfunktionär
- Hans Baumann (Skisportler) (1909–??), österreichischer Skisportler
- Hans Baumann (1914–1988), deutscher Lyriker
- Hans Baumann (Journalist) (* 1924), deutscher Wirtschaftsjournalist
- Hans Baumann (Bobfahrer) (* 1932), deutscher Bobfahrer
- Hans D. Baumann (* 1950), deutscher Autor und Journalist
- Hans Herbert Baumann, eigentlicher Name von Frank Straass (1924–2009), deutscher Schriftsteller, Schauspieler und Sprecher
- Hans-Jürgen Baumann (1923–1981), deutscher Politiker (FDP, CDU)
- Hans Otto Baumann (1862–1927), Schweizer Maler
- Hansruedi Baumann (* 1960), Schweizer Fußballspieler und -trainer
- Hans Theo Baumann (1924–2016), Schweizer Designer und Hochschullehrer
- Harald Baumann (Chemiker) (* 1951), deutscher Chemiker
- Harald Baumann-Hasske (* 1957), deutscher Politiker (SPD), MdL
- Harold Baumann (* 1941), Schweizer Naturwissenschaftler und Förderer der Montessori-Pädagogik in der Schweiz
- Heinrich Baumann (Theologe) (1634–1669), deutscher Theologe
- Heinrich Baumann (Ingenieur, 1864) (1864–1947), Schweizer Ingenieur und Unternehmer
- Heinrich Baumann (Ingenieur, 1865) (1865–1946), deutscher Ingenieur (Zeitmesstechnik), 1900–1923 Direktor der Furtwanger Uhrmacherschule
- Heinrich Baumann (Ingenieur, 1871) (1871–1949), deutscher Ingenieur und Reichsbahndirektor
- Heinrich Baumann (NS-Opfer) (1883–1945), deutscher Politiker (KPD) und NS-Opfer
- Heinrich Baumann (Architekt) (1885–1967), deutscher Architekt
- Heinrich Baumann (Politiker) (1930–2009), deutscher Politiker (SPD)
- Heinrich Baumann (Unternehmer) (1966–2020), deutscher Unternehmer
- Heinz Baumann (Pfarrer) (* 1905), deutscher Pfarrer und Funktionär der NSDAP
- Heinz Baumann (Chemiker) (1920–2013), deutscher Chemiker und Verbandsfunktionär
- Heinz Baumann (1928–2023), deutscher Schauspieler
- Heinz Baumann (Entomologe) (1933–2017), deutscher Käferforscher
- Hellmut Baumann (1915–2009), griechisch-schweizerischer Unternehmer, Fotograf, Botaniker und Archäologe
- Hellmuth Baumann, deutscher Verwaltungsbeamter
- Helmut Baumann (Maler) (1894–1978), deutscher Maler
- Helmut Baumann (Botaniker) (1937–2014), deutscher Botaniker
- Helmut Baumann (Schauspieler) (* 1939), deutscher Schauspieler und Musicalregisseur
- Helmuth Baumann (* 1940), deutscher Hammerwerfer
- Henri Baumann (* 1927), Schweizer Basketballspieler
- Herbert Baumann (Architekt) (1922–1997), deutscher Architekt und Bühnenbildner
- Herbert Baumann (Komponist) (1925–2020), deutscher Komponist
- Herbert Baumann (Bildhauer) (1927–1990), deutscher Bildhauer und Hochschullehrer
- Herbert Baumann (Fussballspieler) (* 1964), Schweizer Fußballspieler
- Heribert Baumann (1926–2017), deutscher Politiker (CDU)
- Hermann Baumann (Lithograf) (1834–1908), württembergischer Lithograf
- Hermann Baumann (Politiker) (1866–1940), österreichischer Politiker (CSP), oberösterreichischer Landtagsabgeordneter
- Hermann Baumann (Pädagoge) (1889–1970), deutscher Reformpädagoge
- Hermann Baumann (Ethnologe) (1902–1972), deutscher Ethnologe
- Hermann Baumann (Ringer) (* 1921), Schweizer Ringer
- Hermann Baumann (Hornist) (1934–2023), deutscher Hornist
- Hermann Carl von Baumann (1818–1907), württembergischer Oberamtmann
- Hilde Baumann (1914–2001), Schweizer Ballett-Tänzerin, Tanzpädagogin und Tanzakademiegründerin
- Hilmar Baumann (1939–2018), deutscher Schauspieler
- Horst H. Baumann (1934–2019), deutscher Künstler, Designer und Fotograf
- Hugo Baumann (* 1944), Schweizer Landschaftsarchitekt

### I
- Ida Baumann (1845–1913), deutsche Kindergärtnerin, Volksschullehrerin und Wiener Frauenrechtlerin
- Ida Baumann (Malerin) (1864–1932), Schweizer Malerin
- Ignaz Baumann (1900–1980), österreichischer Politiker (NSDAP)
- Immaculata Baumann (1907–1992), deutsche Ordensgeistliche, Äbtissin von Waldsassen
- Immanuel Baumann (Schultheiß) (1799–1837), deutscher Politiker, MdL Württemberg
- Immanuel Baumann (Pfarrer) (1900–1974), bessarabiendeutscher Geistlicher
- Isabelle Baumann (* 1963), österreichische Leichtathletin und Leichtathletiktrainerin
- Isidor Baumann (* 1955), Schweizer Politiker

### J
- J. Alexander Baumann (1942–2022), Schweizer Politiker (SVP)
- Jackie Baumann (* 1995), deutsche Leichtathletin
- Jacob Christian Carl Baumann (1800–1880), deutscher Kommunalpolitiker, MdL Kurhessen
- Jakob Baumann (Abt) (1491–1562), deutscher Abt
- Jakob Baumann (Unternehmer, 1818) (1818–1887), Schweizer Fabrikant und Firmengründer
- Jakob Baumann (Lehrer) (1836–1905), Schweizer Lehrer und pietistischer Prediger
- Jakob Baumann (Priester) (1862–1922), deutscher Priester
- Jakob Baumann (Unternehmer, 1873) (1873–1917), Schweizer Unternehmer und Firmengründer
- Jakob Baumann (Politiker) (1881–1942), Schweizer Politiker
- Jakob Baumann (Unternehmer, III), deutscher Unternehmer (Pelikan (Automarke))
- Jakob Baumann (Widerstandskämpfer) (1893–1951), deutscher SPD-Politiker, Gewerkschafter und Widerstandskämpfer in der NS-Zeit
- Jakob Baumann (Offizier) (* 1958), Schweizer Divisionär
- Jan Baumann (* 1977), deutscher Autor, Regisseur und Spieledesigner
- Jasmin Baumann (* 1973), Schweizer Skilangläuferin, siehe Jasmin Nunige
- Javon Baumann (* 1992), deutscher Basketballspieler
- Jean Baumann (* 1934), französischer Sportschütze
- Joachim Moritz Wilhelm Baumann (1766–1849), deutscher Jurist und Gutsbesitzer, Mitglied der Ersten Kammer der Sächsischen Ständeversammlung
- Joel Baumann (* 1969), deutscher Computerkünstler
- Johann Baumann (Philologe) (1836–1892), deutscher Philologe und Philosoph
- Johann Baumann (Maler) (1882–1959), deutscher Maler
- Johann Friedrich Baumann (Theologe) († 1761), deutscher Theologe
- Johann Friedrich Baumann (Politiker) (1775–1833), deutscher Politiker, MdL Württemberg
- Johann Friedrich Baumann (Koch) (1781–1852), deutscher Koch und Autor
- Johann Friedrich Baumann (Maler) (1784–1830), deutscher Maler
- Johann Heinrich Baumann (Beamter) (1740–1811), deutscher Prokurator
- Johann Heinrich Baumann (1753–1832), deutschbaltischer Jäger und Maler
- Johann Jakob Baumann (General) (1773–1830), Schweizer Militär
- Johann Jakob Baumann (Pfarrer) (1824–1889), Schweizer Pfarrer und Politiker
- Johann Karl Baumann (1714–1794), deutscher Orgelbauer
- Johann Wilhelm Baumann (Unternehmer) (1671–1726), deutscher Hammerherr
- Johann Wilhelm Baumann (Architekt) (1771–1828), deutscher Architekt
- Johanna Baumann (1934–2025), deutsche Schauspielerin
- Johannes Baumann (1874–1953), Schweizer Politiker (FDP)
- Johannes Baumann (Musiker) (1925–2019), deutscher Kirchenmusiker
- John Christian Gustav Baumann (1863–1938), dänischer Kaufmann und Inspektor von Grönland
- Jonas Baumann (Kletterer) (* 1986), deutscher Sportkletterer
- Jonas Baumann (Skilangläufer) (* 1990), Schweizer Skilangläufer
- Jörg Baumann (1940–1995), deutscher Cellist, siehe Die 12 Cellisten #Gründungsmitglieder
- Jörg Baumann (* 1981), deutscher Politiker (AfD)
- Josef Baumann (Barbier) (1815–1874), deutscher Bader und Barbier
- Josef Baumann (Agrarwissenschaftler) (1877–1963), deutscher Agrarwissenschaftler
- Josef Baumann (Heimatforscher) (1919–2011), Schweizer Lehrer und Heimatforscher
- Josef Baumann (E-Sportler) (* 2000), deutscher E-Sportler
- Josef Baumann von Koryto (1865–1937), österreichischer Offizier
- Joseph Baumann (1910–1966), deutscher Arzt
- Judith Baumann (* um 1970), Schweizer Köchin
- Julie Baumann (* 1964), Schweizer Leichtathletin
- Julius Baumann (Philosoph) (1837–1916), deutscher Philosoph und Hochschullehrer
- Julius Baumann (1868–1932), deutscher Politiker
- Jürgen Baumann (1922–2003), deutscher Rechtsgelehrter und Politiker (FDP)

### K
- Karina Baumann (* 1968), österreichische Schriftstellerin
- Karl von Baumann (1846–1934), deutscher Maler und Zeichner
- Karl Baumann (1888–1958), deutscher Politiker (DNVP), MdL Braunschweig, siehe Carl Baumann (Politiker, 1888)
- Karl Baumann, Pseudonym von Friedrich Pollock (1894–1970), deutscher Soziologe und Ökonom
- Karl Baumann (Pädagoge) (1896–1957), deutscher Physikdidaktiker
- Karl Baumann (Maler, 1917) (1917–1997), deutscher Maler und Grafiker
- Karlheinz Baumann (* 1938), deutscher Naturfilmer und Autor
- Karl-Heinz Baumann (* 1946), deutscher Fußballspieler
- Karsten Baumann (* 1969), deutscher Fußballspieler
- Kaspar Baumann-Zürrer (1830–1896), Schweizer Kaufmann und Politiker
- Ken Baumann (* 1989), US-amerikanischer Schauspieler
- Ken C. Baumann, siehe Kurt Baumann (Regisseur)
- Kilian Baumann (* 1980), Schweizer Politiker (GP)
- Kirsten Baumann (* 1963), deutsche Kunsthistorikerin
- Klaus Baumann (Theologe) (* 1963), deutscher römisch-katholischer Priester, Psychotherapeut und Hochschullehrer
- Klaus-Dieter Baumann (* 1955), deutscher Linguist
- Konrad Baumann (* 1991), deutscher Filmschauspieler
- Kurt Baumann, Pseudonym von Friedrich Pollock (1894–1970), deutscher Soziologe und Wirtschaftswissenschaftler
- Kurt Baumann (Regisseur) (Ken C. Baumann; 1907–1983), deutscher Opernregisseur, Musikkritiker und Musikschriftsteller (Emigration in die USA 1939)
- Kurt Baumann (Heimatforscher) (1909–1983), deutscher Gymnasiallehrer und Heimatforscher
- Kurt Baumann (Maler) (1918–2005), deutscher Maler
- Kurt Baumann (Schriftsteller) (1935–1988), deutscher Schriftsteller und Kinderbuchautor
- Kurt Baumann (Ruderer) (* 1945), Schweizer Ruderer

### L
- Larina Baumann (* 1998), Schweizer Fußballspielerin
- Leonie Baumann (* 1954), deutsche Pädagogin und Publizistin
- Lion-Russell Baumann (* 1992), deutscher Schauspieler
- Lorraine Baumann (* 1993), französische Badmintonspielerin
- Lucien Baumann (1910–2012), französischer Dichter
- Ludwig Baumann (Kaufmann), deutscher Kaufmann
- Ludwig Baumann (Architekt) (1853–1936), österreichischer Architekt
- Ludwig Baumann (Komponist) (1866–1944), deutscher Komponist, letzter badischer Hoforganist
- Ludwig Baumann (Wehrmachtsdeserteur) (1921–2018), deutscher Deserteur und Friedensaktivist
- Ludwig Baumann (Mineraloge) (1929–2008), deutscher Lagerstättenkundler
- Ludwig Baumann (Sänger) (* 1950), deutscher Opernsänger
- Luitpold Baumann (1844–1919), deutscher Weingutsbesitzer und Politiker, MdR
- Lukas Baumann (* 1996), deutscher Chorleiter

### M
- Manfred Baumann (Journalist) (* 1956), österreichischer Journalist, Autor und Kabarettist
- Manfred Baumann (Fotograf) (* 1968), österreichischer Fotograf
- Marcel Gustav Baumann-Bodenheim (1920–1996), Schweizer Botaniker
- Marcel M. Baumann (* 1975), deutscher Politikwissenschaftler
- Marcus Baumann (* 1955), Professor für Umweltbiotechnologie und Rektor der FH Aachen
- Margot S. Baumann (* 1964), Schweizer Autorin
- Marianne Baumann (1759–1834), deutsche Theaterschauspielerin
- Marie D. Baumann (1895–1940), deutsche Modistin und Designerin
- Martin Baumann (Religionswissenschaftler) (* 1960), deutscher Religionswissenschaftler
- Martin Baumann (Handballspieler) (* 1961), deutscher Handballspieler
- Martin Baumann (Eishockeyfunktionär), Finanzmanager und Eishockeyfunktionär
- Matthias Baumann (Architekt) (* 1962), Schweizer Architekt
- Matthias Baumann (Reiter) (* 1963), deutscher Vielseitigkeitsreiter
- Matthias Baumann (Mediziner) (* 1971), deutscher Unfallchirurg und Expeditionsarzt
- Matthias Christian Baumann (1740–1816), deutscher Klavierbauer
- Max Baumann (Mediziner) (1893–1973/1974), deutscher Chirurg
- Max Baumann (Komponist) (1917–1999), deutscher Komponist
- Max Baumann (Physiker) (1931–2025), deutscher Physiker
- Max Baumann (Architekt) (* 1941), Schweizer Architekt
- Max Baumann (Historiker) (* 1941), Schweizer Historiker
- Max Baumann (Politiker) (* 1944), Schweizer Politiker
- Max Baumann (Fotograf) (* 1961), deutscher Fotograf
- Max Peter Baumann (* 1944), Schweizer Musikwissenschaftler
- Maximilian Baumann (* 1990), Schweizer Radio- und Fernsehmoderator
- Melanie Baumann (* 1980), Schweizer Triathletin
- Melchior Philipp Karl Baumann (1794–1870), deutscher Kaufmann und Politiker
- Michael Baumann (Mönch), deutscher Zisterzienser und Autor
- Michael Baumann (Politiker) (1897–1970), deutscher Politiker (KPD)
- Michael Baumann (Staatssekretär) (1946–2002), deutscher Beamter und Staatssekretär
- Michael Baumann, eigentlicher Name von Bommi Baumann (1947–2016), deutscher Terrorist und Autor
- Michael Baumann (General) (* 1956), deutscher Brigadegeneral und seit 2019 Vizepräsident des Bundesnachrichtendienstes
- Michael Baumann (Mediziner) (* 1962), deutscher Radiologe und Onkologe
- Michael Baumann (Redakteur) (* 1967), Schweizer Germanist und Redakteur
- Michael Baumann (Regisseur) (* 1970), deutscher Filmregisseur und Drehbuchautor
- Michael Baumann (Schiedsrichter) (* 1990), österreichischer Fußballschiedsrichter
- Michael A. Baumann (* 1962), deutscher Zahnmediziner
- Moritz Baumann-Naef (1868–1950), Schweizer Industrieller

### N
- Nancy Baumann (* 1970), deutsche Sängerin, Tänzerin und Kostümbildnerin
- Nicola Baumann (* 1985), deutsche Kampfpilotin und Astronautenkandidatin
- Niclas Henrich Baumann (1709–1772), preußischer Beamter und Oberbürgermeister
- Nicolaus Baumann (um 1450–1526), deutscher Gelehrter
- Nicolaus von Baumann (1618–1695), deutscher Kaufmann und Ratsherr
- Nikolai Ernestowitsch Bauman (1873–1905), russischer Revolutionär
- Noah Baumann (* 2002), deutscher Fußballspieler
- Noam Baumann (* 1996), Schweizer Fußballspieler
- Notker Baumann (* 1975), deutscher römisch-katholischer Theologe und Kirchenhistoriker
- Novem Baumann (* 1995), Schweizer Fußballtorhüter

### O
- Oliver Baumann (* 1990), deutscher Fußballtorwart
- Oskar Baumann (Geograph) (auch Oscar Baumann; 1864–1899), österreichischer Geograph und Afrikaforscher
- Oskar Baumann (Unternehmer) (1880–1944), deutscher Unternehmer
- Oskar Baumann (Ingenieur) (1918–2000), Schweizer Eisenbahningenieur
- Otto Baumann (Politiker) (1879–1951), deutscher Offizier und Politiker
- Otto Baumann (Künstler) (1901–1992), deutscher Maler und Grafiker

### P
- Patrick Baumann (Sportfunktionär) (1967–2018), Schweizer Jurist und Sportfunktionär
- Patrick Baumann (Fussballspieler) (* 1982), Schweizer Fußballspieler
- Patrik Baumann (* 1986), Schweizer Fußballspieler
- Paul Baumann (Unternehmer) (1869–1961), deutscher Farbtonkartenhersteller und Verleger
- Paul Baumann (Politiker, 1878) (1878–1950), deutscher Politiker (BVP), MdL Bayern
- Paul Baumann (Musikpädagoge) (1887–1964), deutsch-schweizerischer Pianist, Komponist, Musikpädagoge und Anthroposoph
- Paul Baumann (Politiker, 1901) (1901–1976), deutscher Politiker (KPD), MdL Rheinland-Pfalz
- Paul Baumann (Bildhauer) (1910–1975), Schweizer Bildhauer und Maler
- Paul Baumann (Religionsführer) (1917–2011), Schweizer Religionsführer der Methernitha
- Paul Baumann (Regisseur) (* 1993), deutscher Drehbuchautor und Regisseur
- Paulus II. Baumann (1644–1725), deutscher Zisterzienserabt
- Paweł Baumann (1983–2016), polnischer Kanute
- Peter Baumann (Holzschnitzer) (1767–??), Schweizer Holzschnitzer
- Peter Baumann (Architekt, 1889) (1889–1953), deutscher Architekt
- Peter Baumann (Mediziner) (1935–2011), Schweizer Psychiater und Sterbehelfer
- Peter Baumann (* 1938), Schweizer Architekt, siehe Ammann und Baumann
- Peter Baumann (Journalist) (* 1939), deutscher Journalist, Schriftsteller und Musiker
- Peter Baumann (Fotograf) (um 1947–2008), österreichischer Fotograf
- Peter Baumann (Verleger) (* 1947), Schweizer Verleger, Journalist und Übersetzer
- Peter Baumann (Musiker) (* 1953), deutscher Musiker und Musikverleger
- Peter Baumann (Philosoph) (* 1959), deutscher Philosoph
- Peter Baumann (Biologe) (* 1969), deutscher Zellbiologe
- Peter Baumann (Regisseur) (* 1978), deutscher Filmregisseur und Drehbuchautor
- Peter René Baumann, bekannt als DJ BoBo (* 1968), Schweizer Musiker
- Philipp Baumann (1929–2021), Schweizer Musiker und Komponist

### R
- Rainer Baumann (Fußballspieler) (1930–2021), deutscher Fußballspieler
- Rainer Baumann (Musiker) (1949–2007), deutscher Musiker
- Rainer Baumann (Politikwissenschaftler) (* 1968), deutscher Politikwissenschaftler
- Rasmus Baumann (* 1973), deutscher Dirigent
- Reinhold Baumann (1924–2016), deutscher Verwaltungsjurist, Bundesdatenschutzbeauftragter (1983–1988)
- René Baumann (Radsportler) (* 1938), Schweizer Radrennfahrer
- René Baumann (Offizier), Schweizer höherer Stabsoffizier
- René Peter Baumann (* 1968), Schweizer Popmusiker und Musikproduzent, siehe DJ BoBo
- Reto Baumann (* 1994), Schweizer Unihockeyspieler
- Richard Baumann (Metallograf) (1879–1928), deutscher Metallograf und Professor
- Richard Baumann (Theologe) (1899–1997), deutscher Theologe und Autor
- Richard Baumann (Mathematiker) (1921–2009), deutscher Mathematiker
- Richard Baumann (Skeletonpilot), deutscher Skeletonpilot
- Robert Baumann (1882–1951), deutscher Landwirt und Politiker (Zentrum)
- Roland Baumann (Journalist) (* 1957), luxemburgischer Sozialwissenschaftler und Journalist
- Roland Baumann (Politiker) (* 1992), österreichischer Politiker (SPÖ)
- Rolf Baumann (Fußballspieler, 1933) (* 1933), deutscher Fußballspieler
- Rolf Baumann (Theologe), deutscher Theologe und Hochschullehrer
- Rolf Baumann (Politiker) (* 1958), deutscher Politiker (SPD), MdL Thüringen
- Rolf Baumann (Fußballspieler, 1963) (* 1963), deutscher Fußballspieler
- Rolf Baumann (Autor), deutscher Lehrbuchautor
- Romed Baumann (* 1986), österreichischer Skirennfahrer
- Rudi Baumann (* 1948), deutscher Architekt
- Rudolf Baumann (Politiker, 1885) (1885–1956), Schweizer Politiker und Verbandsfunktionär
- Rudolf Baumann (Tiermediziner) (1897–1961), österreichischer Veterinärmediziner und Hochschullehrer
- Rudolf Baumann (Diplomat) († 1971), österreichischer Diplomat
- Rudolf Baumann (Mediziner) (1911–1988), deutscher Arzt
- Rudolf Baumann (Politiker, II), deutscher Politiker (LDP)
- Ruedi Baumann (* 1947), Schweizer Politiker
- Ruth Baumann-Bantel (1925–1994), deutsche Textil-Künstlerin und Malerin

### S
- Sabian Baumann (* 1962), Schweizer Künstlerin
- Sabine Baumann (* 1966), deutsche Verlagslektorin und Übersetzerin
- Sandra Baumann (* 1971), österreichische Leichtathletin
- Schaul Baumann (1922–2018), israelischer Historiker
- Sebaldus Baumann (um 1515–1588), deutscher Kirchenmusiker
- Sebastian Baumann (1729–1805), deutscher Uhrmacher
- Sigrid Baumann (* 1968), deutsche Fußballspielerin
- Simon Baumann (Musiker) (* 1976), Schweizer Musiker
- Simon Baumann (Filmemacher) (* 1979), Schweizer Filmemacher
- Steffen Baumann (* 1971), deutscher DJ
- Stephanie Baumann (* 1951), Schweizer Politikerin (SP)
- Susanne Baumann (* 1965), deutsche Diplomatin
- Suzanne Baumann (* 1942), Schweizer Künstlerin

### T
- Tanja Baumann (* 1992), deutsche Fußballspielerin
- Theo Baumann (* vor 1950), schweizerisch-australischer Kartograph
- Theobald Baumann (1923–1944), deutscher Fußballspieler
- Theodor von Baumann (Jurist) (1768–1830), deutscher Jurist und Beamter
- Theodor Baumann (Politiker) (1829–1896), deutscher Rittergutsbesitzer und Politiker
- Theodor Baumann (Ingenieur) (1900–nach 1951), deutscher Ingenieur und Fabrikleiter (Bosch/Trillke-Werke)
- Theodor Baumann (Fabrikant) (1908–1984), Schweizer Fabrikant
- Theodor Baumann (Bauingenieur) (* 1941), deutscher Bauingenieur
- Theophil Baumann (1902–1991), Schweizer Kinderarzt
- Thomas Baumann (Politiker) (* 1960), Schweizer Politiker (Grüne)
- Thomas Baumann (Journalist) (* 1961), deutscher Journalist
- Thomas Baumann (Autor) (* 1965), deutscher Schriftsteller
- Thomas Baumann (Künstler) (* 1967), österreichischer Künstler und Regisseur
- Tobi Baumann (* 1974), deutscher Regisseur

### U
- Ulli Baumann (* 1962), deutscher Regisseur
- Ulrich Baumann (1851–1904), Schweizer Politiker, siehe Johann Ulrich Baumann
- Ulrich Baumann (Erziehungswissenschaftler) (* 1942), deutscher Erziehungswissenschaftler und Hochschullehrer
- Ulrich Baumann (Biochemiker) (* 1963), deutscher Biochemiker und Hochschullehrer
- Ulrich Baumann (Historiker) (* 1967), deutscher Historiker
- Ulrike Baumann (Theologin) (* 1953), deutsche evangelische Theologin und Religionspädagogin
- Ulrike Baumann (Mathematikerin) (* vor 1964), deutsche Mathematikerin und Hochschullehrerin
- Urs Baumann (Theologe) (* 1941), Schweizer Theologe
- Urs Baumann (Psychologe) (* 1941), Schweizer Psychologe

### V
- Vera Baumann (* 1988), Schweizer Improvisationsmusikerin
- Victor Baumann (1870–1932), norwegischer Marineoffizier und Polarforscher

### W
- Walter Baumann (Unternehmer, 1858) (1858–1918), Schweizer Seidenindustrieller und Wissenschaftsförderer
- Walter Baumann (Unternehmer, 1901) (1901–1960), Schweizer Industrieller
- Walter Baumann (Mediziner) (1901–1970), deutscher Chirurg und Orthopäde
- Walter Baumann (Politiker) (1914–1986), Schweizer Politiker (BGB/SVP)
- Walter Baumann (1917–2006), österreichischer Geistlicher und Abt von Zwettl, siehe Bertrand Baumann
- Walter Baumann (Historiker) (1925–2001), Schweizer Historiker, Publizist und Redakteur
- Walther Baumann (1902–?), deutscher Chirurg
- Werner Baumann (Mediziner) (1922–2013), deutscher Urologe und Hochschullehrer
- Werner Baumann (Künstler) (1925–2009), deutscher Grafiker und Kunstlehrer
- Werner Baumann (Fußballspieler, 1934) (* 1934), deutscher Fußballspieler
- Werner Baumann (Diplomat) (* 1947), Schweizer Diplomat
- Werner Baumann (Fußballspieler, 1947) (1947–2017), deutscher Fußballspieler
- Werner Baumann (Manager) (* 1962), deutscher Manager
- Werner Maria Baumann (1923–2020), deutscher Künstler, siehe  Wo Sarazen
- Wilhelm Baumann (Unternehmer) († 1895), deutscher Uhrmachermeister und Firmengründer
- Wilhelm Baumann (Ministerialbeamter) (1887–nach 1959), deutscher Ministerialbeamter
- Wilhelm Baumann (Lehrer) (1895–1982), deutscher Lehrer und Politiker
- Wilhelm Baumann (Handballspieler) (1912–1990), deutscher Handballspieler
- Wilhelm Baumann (Politiker) (1925–2015), deutscher Politiker (CSU)
- Wilhelm Baumann (Gewerkschafter) (* 1937), deutscher Gewerkschafter
- Willy Baumann (1908–1979), deutscher Diplomat und Handelsrat
- Winfried Baumann (Offizier) (1930–1980), deutscher Marineoffizier und Spion
- Winfried Baumann (Künstler) (* 1956), deutscher Künstler
- Wolfgang Baumann (Schwimmer) (1939–2017), deutscher Schwimmer
- Wolfgang Baumann (Rechtswissenschaftler) (* 1948), deutscher Rechtswissenschaftler und Hochschullehrer
- Wolfgang Baumann (Rechtsanwalt) (* 1949), deutscher Rechtsanwalt und Umweltaktivist
- Wolfgang Baumann (Musiker) (* 1950), deutscher Musiker, Produzent und Komponist
- Wolfgang Baumann (Bildhauer) (* 1955), deutscher Bildhauer
- Wolfgang Baumann (Beamter) (* 1966), österreichischer Beamter
- Wolfgang Baumann (Sportfunktionär), deutscher Sportfunktionär
- Wolfgang Behrens-Baumann (* 1945), deutscher Ophthalmologe

### Y
- Yvonne Baumann (* 1959), Schweizer Diplomatin